# Rete Mondiale di Preghiera del Papa
La Rete Mondiale di Preghiera del Papa, che include il movimento eucaristico giovanile, è un’opera pontificia della Chiesa cattolica, nata con lo scopo di mobilitare i cattolici alla preghiera e all’azione di fronte alle sfide dell’umanità e della missione della Chiesa. Le sfide si presentano sotto forma di intenzioni di preghiera mensili che il Papa affida, attraverso la sua Rete Mondiale di Preghiera, a tutti i fedeli del mondo. Questa rete di persone unite dalla preghiera ha l’obiettivo comune di essere apostoli nella vita quotidiana, attraverso la dinamica del Cuore di Gesù, che si definisce come una missione di compassione per il mondo.
Fondata nel 1844 come Apostolato della Preghiera, ha cambiato il nome in Rete Mondiale di Preghiera del Papa nel 2016. Nel marzo 2018, Papa Francesco ha costituito questo servizio ecclesiale come opera pontificia, approvando i suoi nuovi statuti. Nel dicembre 2020 il Papa ha costituito questa opera pontificia come fondazione vaticana e ha approvato i suoi nuovi statuti. Oggi è presente in 89 Paesi e riunisce oltre 22 milioni di cattolici, includendo anche la sua sezione dedicata specificamente ai giovani tra i 7 e i 18 anni: il Movimento Eucaristico Giovanile (MEG).
Dal 2016, il suo Direttore internazionale è il sacerdote gesuita Frédéric Fornos.
Nel 2019, la Rete ha compiuto 175 anni di storia e li ha celebrati in un Incontro internazionale con sede nella Città del Vaticano, alla presenza di Papa Francesco e di oltre 6.000 partecipanti.
La Rete Mondiale di Preghiera del Papa porta avanti diversi progetti e iniziative di evangelizzazione che hanno una grande diffusione nel mondo digitale cattolico e hanno avuto notevole eco nei mass media: tra loro, si segnalano l’app Click to Pray (Clicca per pregare), Il Video del Papa, l’itinerario di formazione spirituale Cammino del Cuore e l’app per pregare il rosario, Click To Pray eRosary.

## Storia: Apostolato della Preghiera

### Inizi
La Rete Mondiale di Preghiera del Papa nacque nel 1844 con il nome di Apostolato della Preghiera. Prese forma nel sud della Francia, in una casa di formazione di giovani gesuiti ubicata a Vals-près-le-Puy. L’iniziativa fu del sacerdote gesuita Francisco Javier Gautrelet, che all’epoca era il direttore spirituale del gruppo di giovani. Alla vigilia della festa de San Francesco Saverio (2 dicembre 1844), gli venne durante una meditazione l’idea fondamentale di quello che poi si sarebbe chiamato Apostolato della Preghiera e, attualmente, Rete Mondiale di Preghiera del Papa.
La pratica concreta che il Padre Gautrelet suggerì ai giovani per mantenere vivo questo spirito era una preghiera di offerta del giorno, all’inizio della giornata.

### Diffusione
Nel 1861, il padre gesuita Henri Ramière diede a tutto ciò un nuovo dinamismo, inquadrando questa proposta in un’iniziativa missionaria: la devozione al Cuore di Gesù. Fu proprio lui a formalizzare e a strutturare l’Apostolato della Preghiera: per questo viene considerato, insieme al P. Gautrelet, un secondo rifondatore. In quel momento c’erano già 13 milioni di aderenti.
Le pratiche dell’Apostolato della Preghiera si diffusero tra i contadini e tra i giovani cristiani delle zone vicine a Vals-près-le-Puy. In pochi anni, la sua proposta divenne popolare in tutta la Francia, arrivando ad avere milioni di aderenti a livello mondiale. Si formarono gruppi dell’Apostolato della Preghiera nelle parrocchie e nelle istituzioni cattoliche. L’idea assunse quindi la forma visibile e strutturata di un’associazione ecclesiale.

### Intenzioni di Preghiera del Papa
Tra il 1890 e il 1896, il Papa Leone XIII si interessò a questa immensa rete di cattolici che offrivano le proprie vite e il proprio impegno per sostenere spiritualmente la missione della Chiesa. La fece diventare una missione propria del Papa e l’affidò alla Compagnia di Gesù nella persona del Padre Generale. Inoltre, da questo momento cominciò ad affidare all’Apostolato della Preghiera un’intenzione mensile di preghiera che esprimeva una sua preoccupazione, per la quale chiedeva preghiere a tutti i cattolici.

## Processo di ri-creazione: Rete Mondiale di Preghiera del Papa

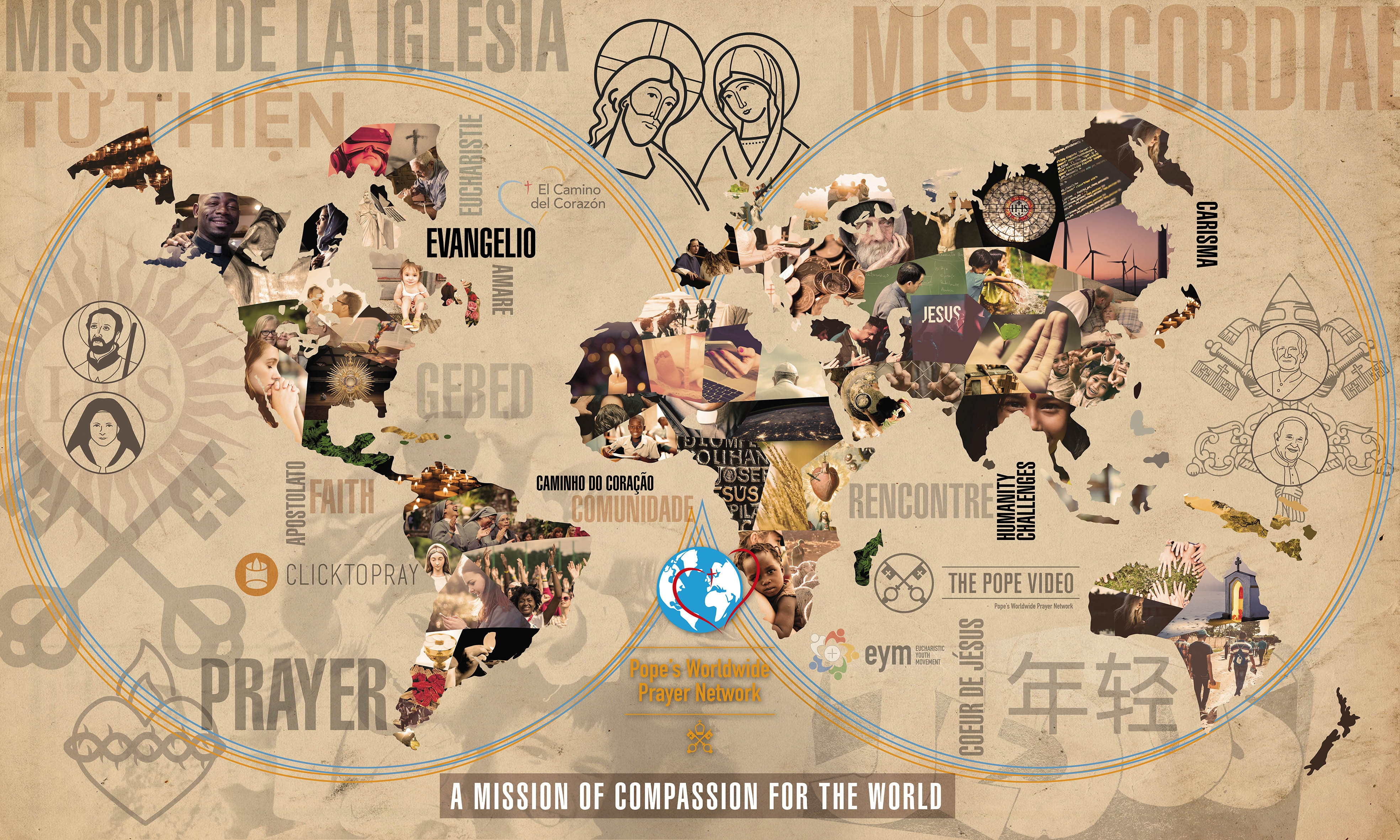
La missione della Rete Mondiale di Preghiera del Papa è di vivere e vivere per le sfide dell'umanità

Nel 2009, il padre Adolfo Nicolás, all’epoca Padre Generale della Compagnia di Gesù, volle promuovere la ri-creazione del servizio ecclesiale dell’Apostolato della Preghiera. Cominciò in questo modo un lungo processo con il fine di riscoprire ciò che costituiva la parte essenziale e autentica della missione affidata alla Compagnia nel corso della sua storia. 
A partire dal 2010, cominciò un cammino di riflessione e di discernimento nel quale si lavorò con i diversi direttori e coordinatori nazionali per presentare la ricchezza spirituale dell’Apostolato della Preghiera nel nuovo contesto del mondo di oggi. Questa nuova forma di presentare la propria missione culminò nella scrittura di un documento che venne presentato nel 2014 a Papa Francesco. In questo documento nacque la proposta della “Rete Mondiale di Preghiera del Papa”, che venne poi definitivamente formalizzata nel 2015, con una nuova identità visuale.

Domenica 8 gennaio 2017, durante la preghiera dell’Angelus, Papa Francesco utilizzò per la prima volta il nuovo nome, quando invitò i fedeli di tutto il mondo, durante l’Angelus in piazza San Pietro, a unirsi a lui in preghiera:
“Vorrei inoltre invitare ad unirsi alla Rete Mondiale di Preghiera del Papa, che diffonde, anche attraverso le reti sociali, le intenzioni di preghiera che propongo ogni mese a tutta la Chiesa. Così si porta avanti l’apostolato della preghiera e si fa crescere la comunione”.
Nel 2018, Papa Francesco costituì la Rete Mondiale di Preghiera del Papa, già conosciuta come Apostolato della Preghiera, come opera pontificia, con sede legale nello Stato della Città del Vaticano.
Nel dicembre 2020 il Papa ha costituito questa opera pontificia come fondazione vaticana.

### 175º Anniversario
l 28 giugno 2019, Papa Francesco ha ricevuto nell’aula Paolo VI una delegazione della sua Rete Mondiale di Preghiera (compreso il Movimento Eucaristico Giovanile) in occasione del 175º anniversario dalla sua fondazione e dei dieci anni dall’inizio del processo di ri-creazione. Questo incontro internazionale si è svolto nella Solennità del Cuore di Gesù e ha riunito oltre 6.000 partecipanti, oltre a 7.500 collegati via Facebook live, per rendere grazie per i frutti del processo di ri-creazione. Durante l’incontro, Papa Francesco ha pronunciato un discorso nel quale ha ringraziato l’istituzione per il suo impegno nella preghiera e nell’apostolato:
“State attenti: il cuore della missione della Chiesa è la preghiera. Possiamo fare tante cose, ma senza preghiera non funziona”.

## Movimento Eucaristico Giovanile
Il Movimento Eucaristico Giovanile (MEG) è la sezione giovanile della Rete Mondiale di Preghiera del Papa. Si tratta di bambini e ragazzi dai 7 ai 18 anni che desiderano vivere alla maniera di Gesù. Il MEG li aiuta a costruire una relazione di amicizia con Gesù, trovando i suoi fondamenti negli Esercizi Spirituali di Sant’Ignazio.
Le sue origini risalgono al 1914, quando il Congresso Eucaristico Internazionale di Lourdes convoca "una grande lega eucaristica di giovani, che risveglierà dall’infanzia un movimento generale verso” la comunione. A partire dal Congresso Eucaristico si formarono e organizzarono alcuni gruppi, come le "Leghe Eucaristiche"  e le "Crociate di Preghiera dei bambini". Alcuni di loro erano collegati all’Apostolato della Preghiera. All’interno della Crociata di Bordeaux, creata il 13 novembre 1915, nacque la "Crociata Eucaristica", chiamata oggi Movimento Eucaristico Giovanile (MEG)

## Iniziative e progetti
Una parte del processo di ri-creazione che ha vissuto la Rete Mondiale di Preghiera del Papa si è sviluppata attraverso l’ingresso nel mondo della comunicazione digitale. Non si trattava solo di comunicare le stesse cose attraverso mezzi digitali, ma di introdurre una nuova visione, nuovi linguaggi e nuove forme di condividere la ricchezza spirituale, specialmente con i giovani. Sono stati così lanciati progetti, iniziative e app che hanno poi raggiunto una diffusione globale, accomunati dall’obiettivo di portare alla luce e valorizzare tutte le persone invisibili e senza voce delle reti locali che pregano per la missione della Chiesa. Tra questi, si possono menzionare:

### Click To Pray

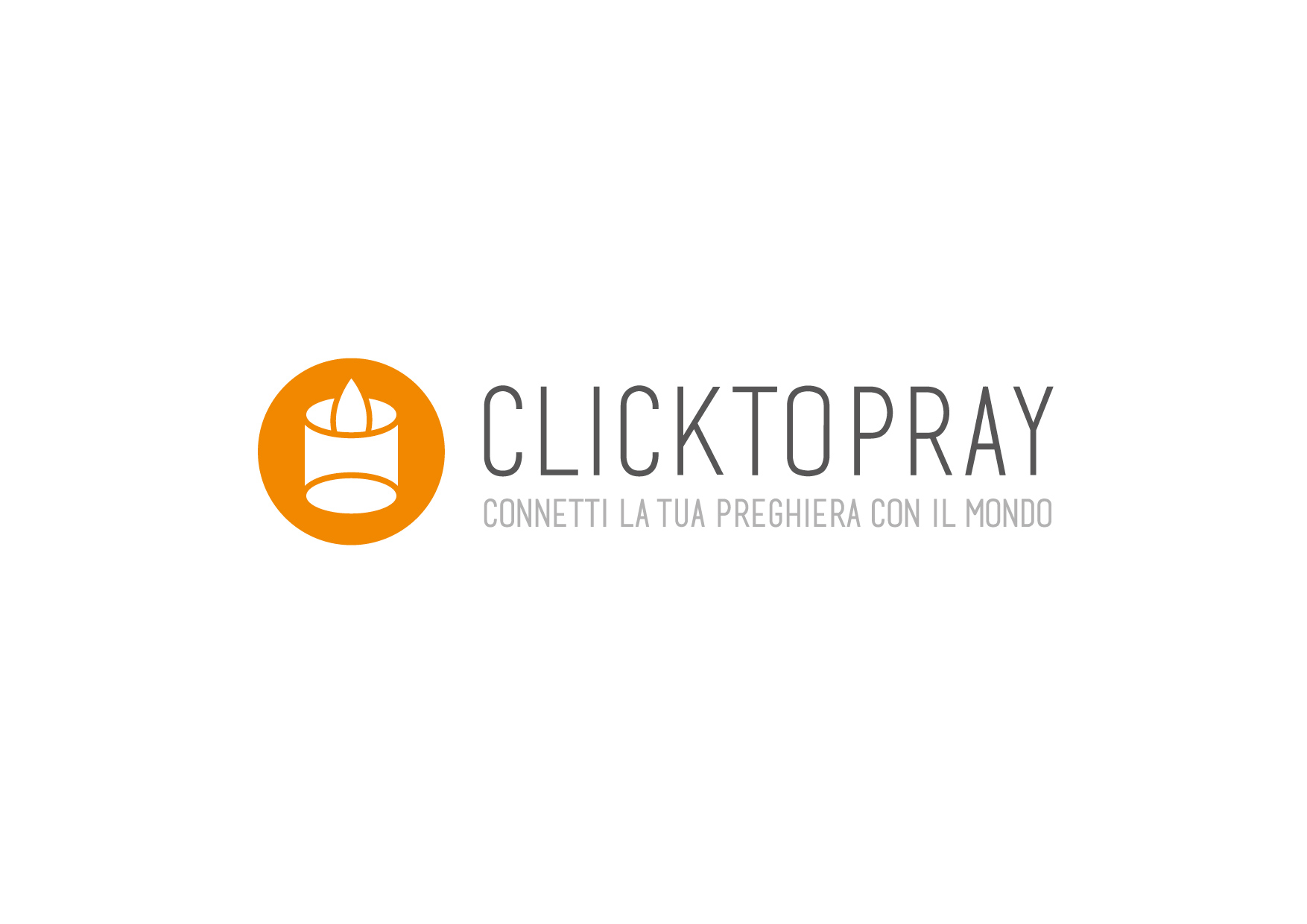
Click To Pray Logo

Click To Pray è una piattaforma e un’app gratuita che aiuta a pregare per le intenzioni di Preghiera di Papa Francesco. Propone anche una pedagogia per pregare ogni giorno e permette di collegare tra loro le preghiere di milioni di cattolici di tutto il mondo, attraverso un “muro di preghiere”. È stata lanciata a marzo 2016 ed è diventata una delle app religiose più scaricate al mondo.
Click To Pray è disponibile in sette lingue ed è presente in diverse reti sociali: Facebook, Twitter, Instagram, YouTube. Ha inoltre un proprio blog e offre un servizio di newsletter.
Papa Francesco ha il suo profilo ufficiale in questa app: è il terzo social network in cui ha un proprio account, dopo Twitter e Instagram.

### Il Video del Papa

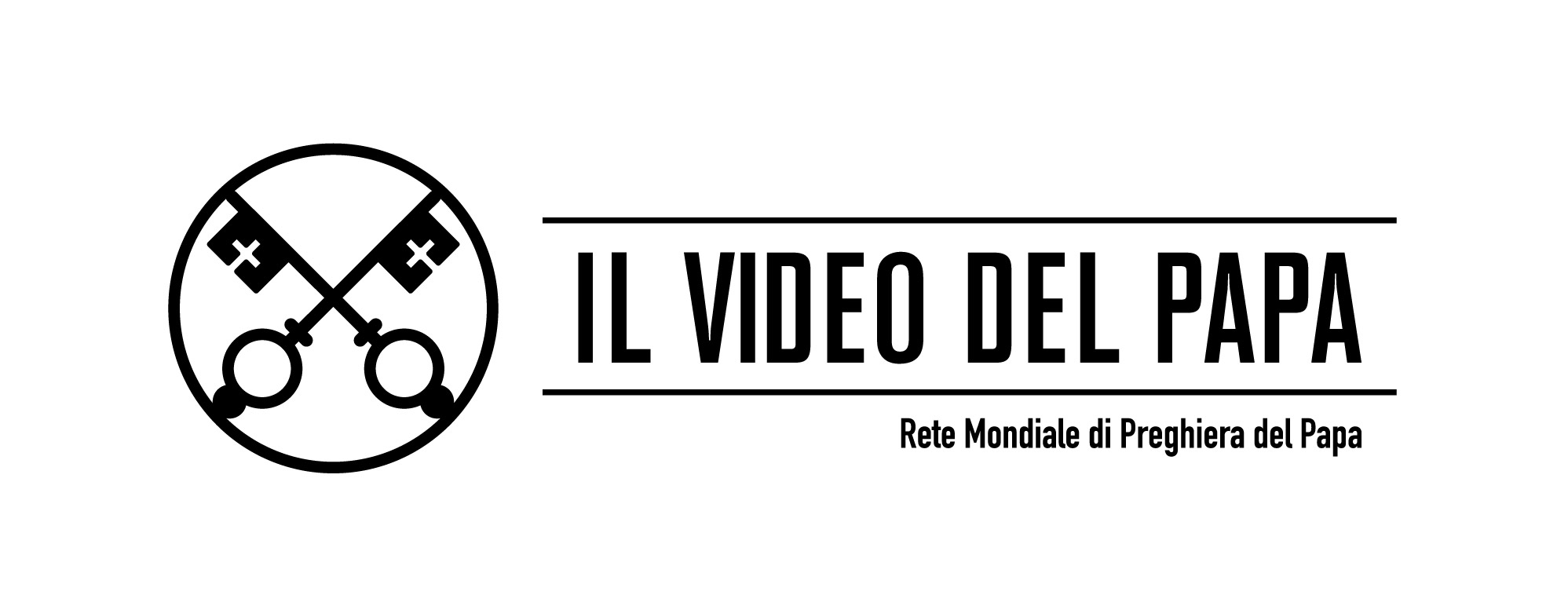
Logo ufficiale del Video del Papa

Il Video del Papa è un’iniziativa globale e gratuita che cerca di condividere con i cattolici di tutto il mondo, e con tutti coloro che sono alla ricerca di pace, fraternità e giustizia, le intenzioni di preghiera che Papa Francesco affida ogni mese alla Chiesa. Tutti i mesi, la Rete Mondiale di Preghiera del Papa produce un video nel quale il Papa parla, di fronte alla telecamera, per illustrare le sfide dell’umanità e della missione della Chiesa e per chiedere la preghiera di tutti. Il primo video è stato lanciato a gennaio 2016 e l’argomento era il dialogo interreligioso.
Oggi Il Video del Papa ha il proprio sito web, dove le edizioni di tutti i mesi vengono condivise insieme a comunicati stampa e infografiche, e viene tradotto ogni mese in 21 lingue. È presente su Facebook, Twitter, Instagram, YouTube, e viene condiviso anche nei altri profili ufficiali di Papa Francesco sui social network Twitter e Instagram.

### Click To Pray eRosary
Click To Pray eRosary è una app gratuita, disponibile in 5 lingue, che aiuta le persone a pregare il rosario per la pace nel mondo. Cerca di unire la tradizione spirituale della Chiesa cattolica con gli ultimi sviluppi del mondo tecnologico. È uscita a ottobre 2019.

### Il Cammino del Cuore
Il Cammino del Cuore è una app e un sito web gratuito in spagnolo che offre l’itinerario spirituale della Rete Mondiale di Preghiera del Papa. Questo cammino di formazione aiuta gli utenti a entrare in una missione di compassione per il mondo. È anche adattato in una versione per libri digitali, che si possono trovare e scaricare gratuitamente nella piattaforma Issuu.